# Casa presidencial de Tomás Moro
La casa presidencial de Tomás Moro es un inmueble ubicado en la Avenida Tomás Moro número 200, en la comuna de Las Condes en Santiago de Chile. Fue la residencia oficial del presidente Salvador Allende.

## Historia
La casa fue edificada en 1938, con un marcado estilo español. El Fisco compró la casa en febrero de 1971 para servir como residencia de los presidentes de Chile. En septiembre de ese año se agregó a la propiedad un predio colindante donado por la Congregación de religiosas del Sagrado Corazón de Jesús.
En 1972, a pedido de Salvador Allende, la muralista María Martner realizó en la entrada de la residencia un mural de piedras chilenas —cuarzo, lapislázuli, ágatas, jaspe, entre otras— de 3x5 metros con forma del escudo de Chile. La obra fue inaugurada el 30 de septiembre de 1972.
La mañana del 11 de septiembre de 1973, el presidente Allende salió desde aquí al Palacio de La Moneda durante el golpe de Estado en el que fuera derrocado. Durante dichos eventos la residencia presidencial fue bombardeada por los mismos aviones Hawker Hunter que atacaron la sede de gobierno, sufriendo impactos en su frontis, aunque sus ocupantes escaparon ilesos. Posteriormente el lugar fue saqueado.
El inmueble fue traspasado al Consejo Nacional de Protección a la Ancianidad (Conapran), vinculado con la Fuerza Aérea de Chile, su actual ocupante. Asimismo, el Escudo Nacional del acceso fue cubierto con sucesivas capas de óleo.

## Declaratoria de monumento histórico
A comienzos de 2006, el artista Francisco Cuadrado Prats, nieto del general Carlos Prats, llevó adelante el proceso de rescate del mural central, quien solicitó a la presidenta Michelle Bachelet declarar el inmueble como Monumento Histórico. El 26 de diciembre de ese mismo año fue declarado como tal mediante Decreto Nº2130 del Ministerio de Educación.

## Galería

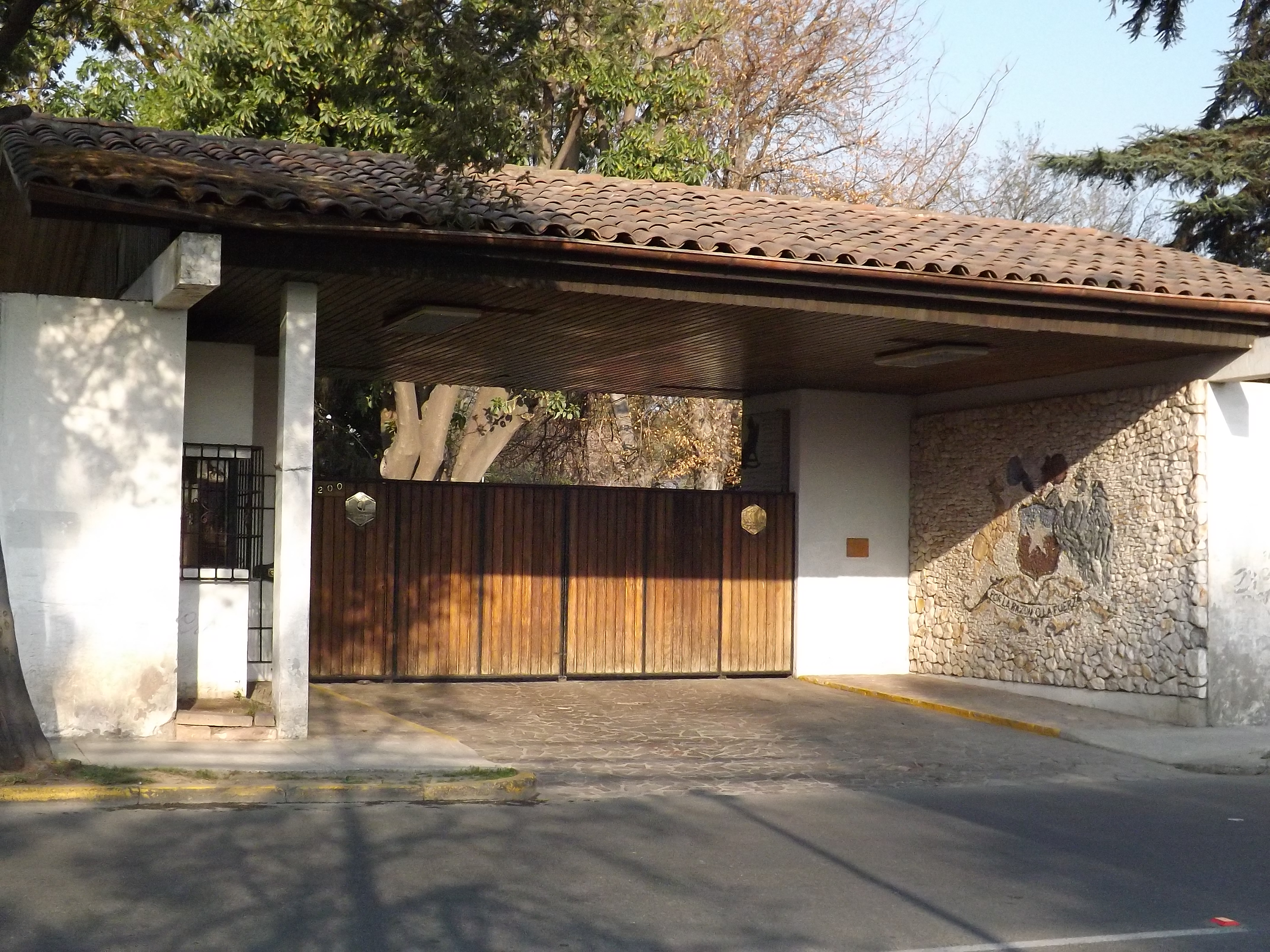
Entrada a la casa.
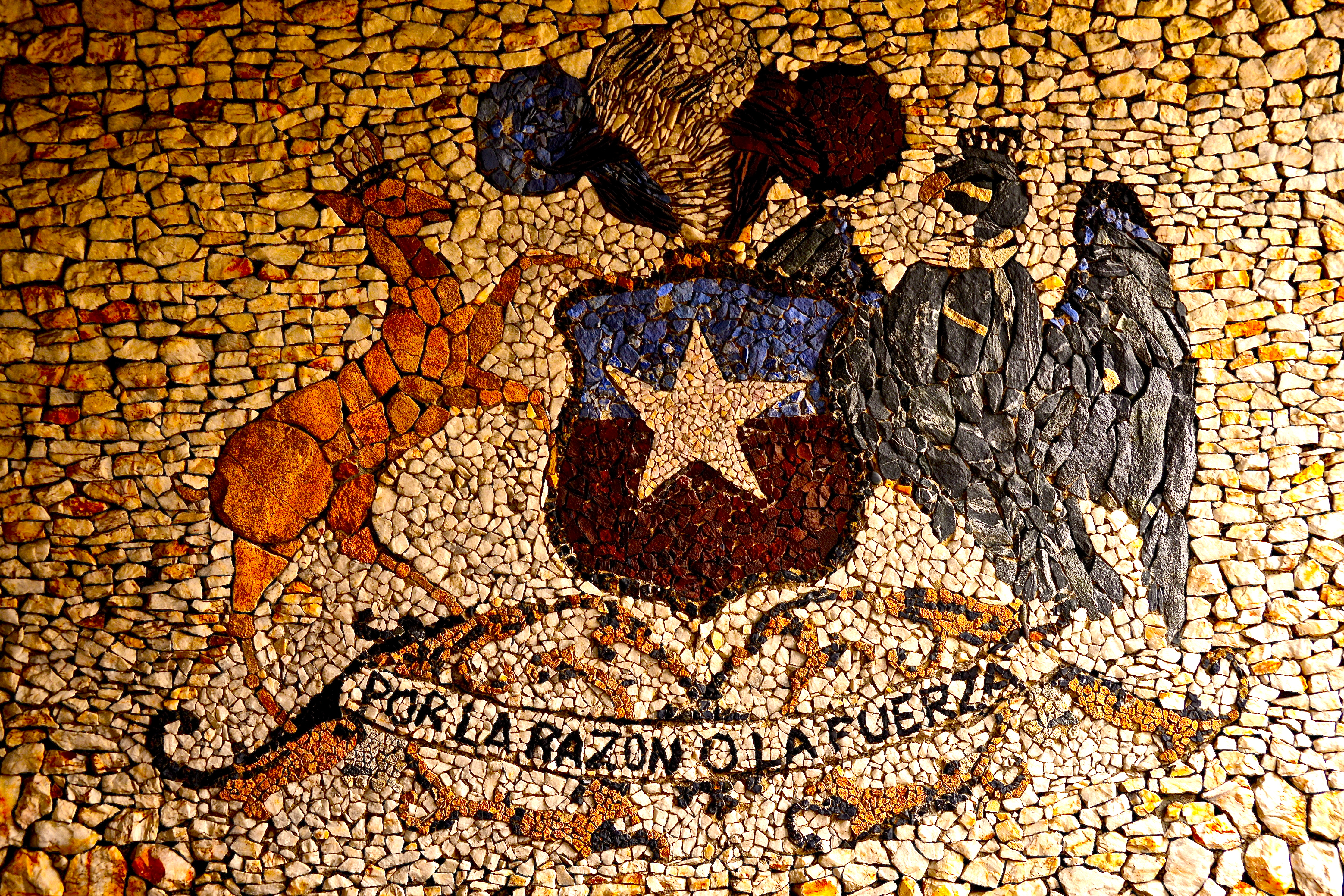
Escudo de Chile en el ingreso de la casa.
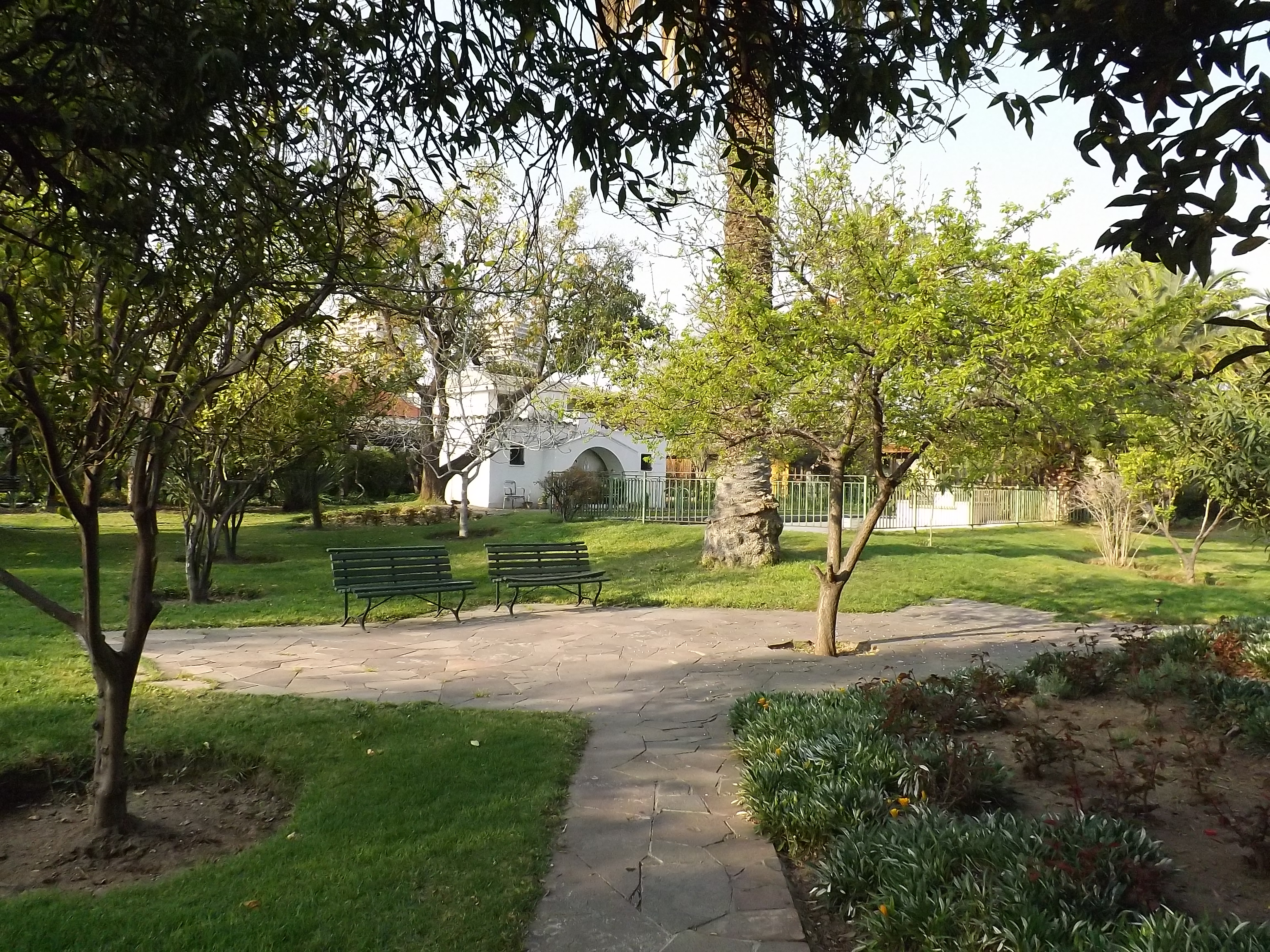
Patio de la casa.
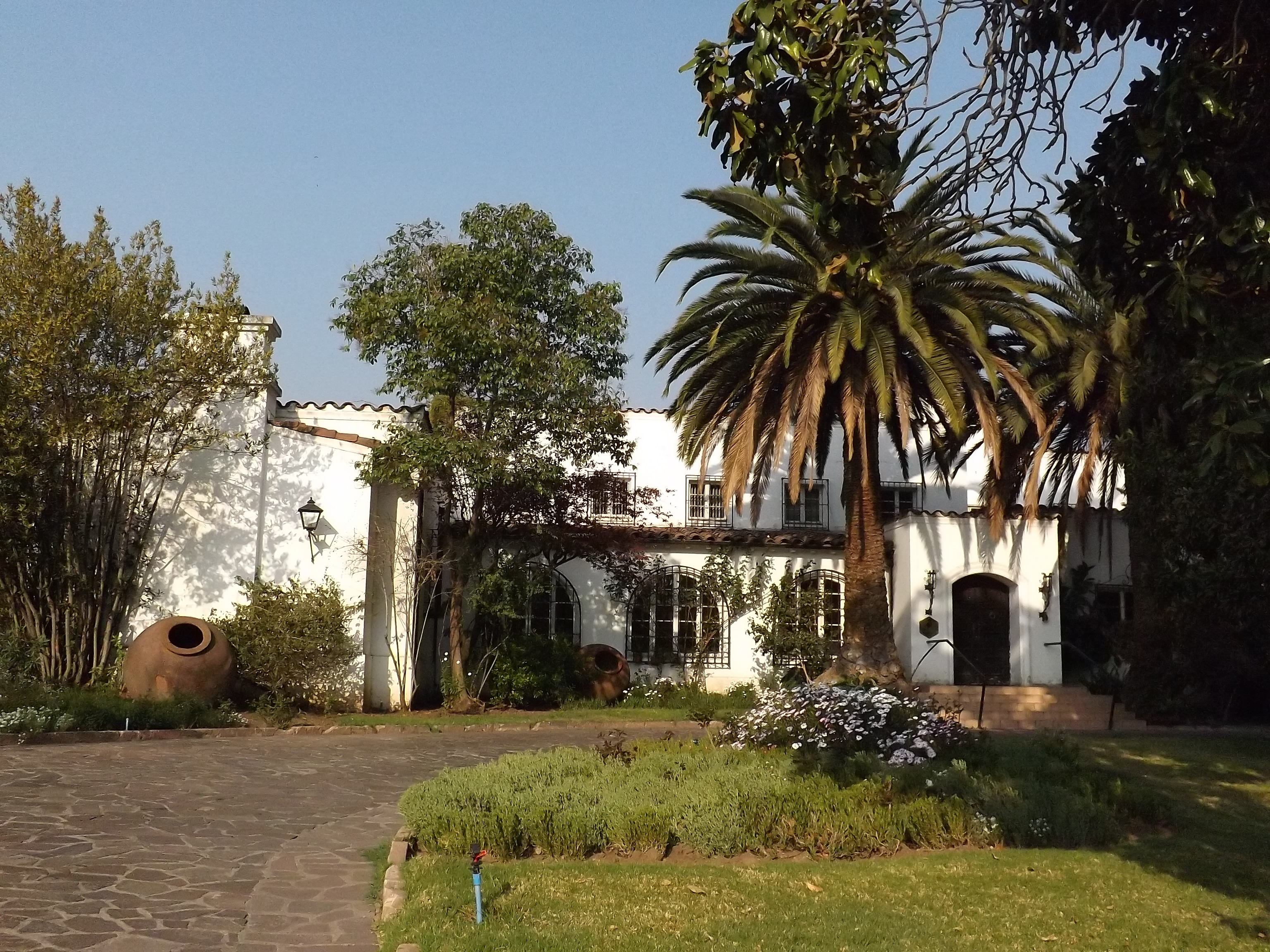
Vista frontal de la casa.
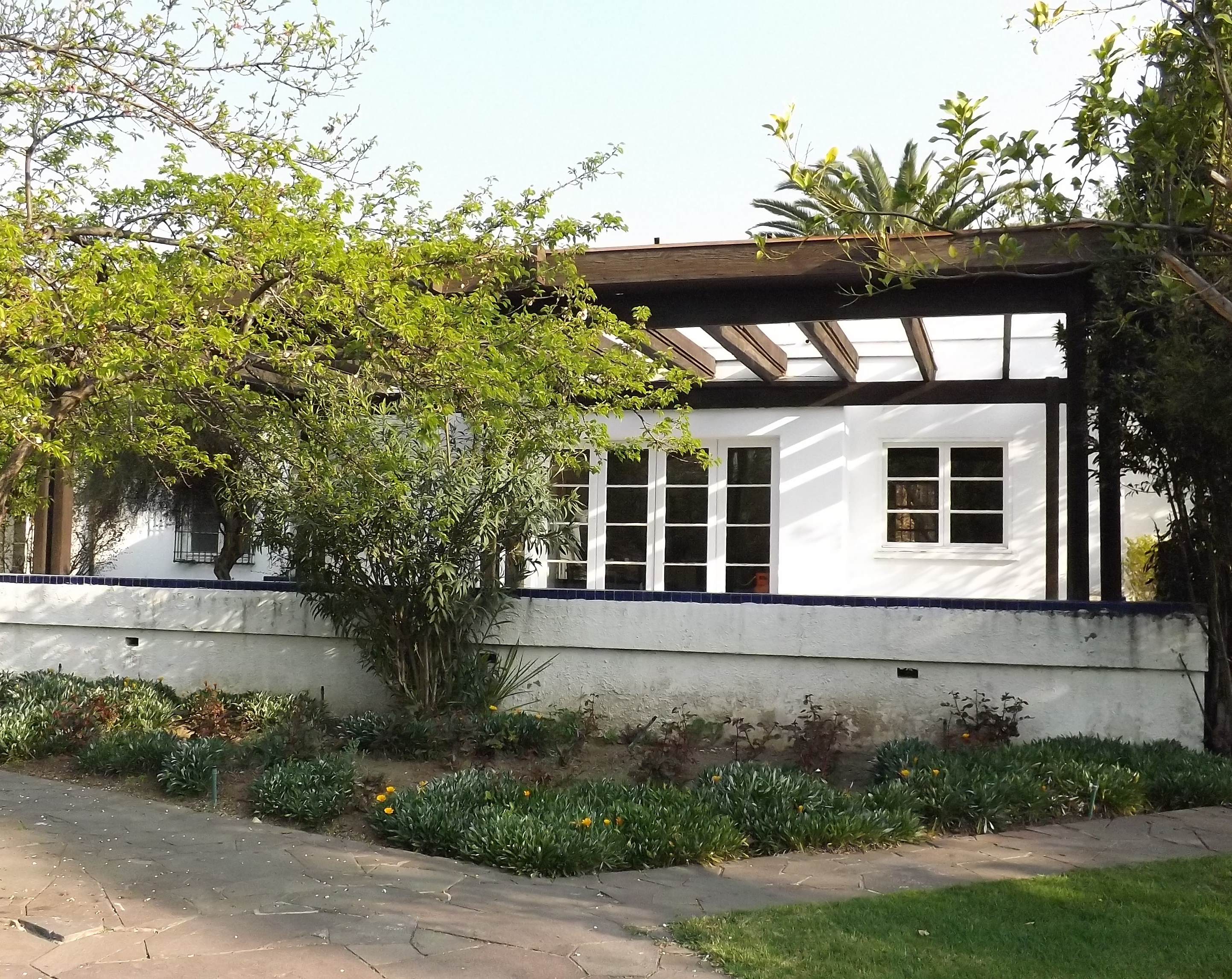
Vista lateral de la casa.
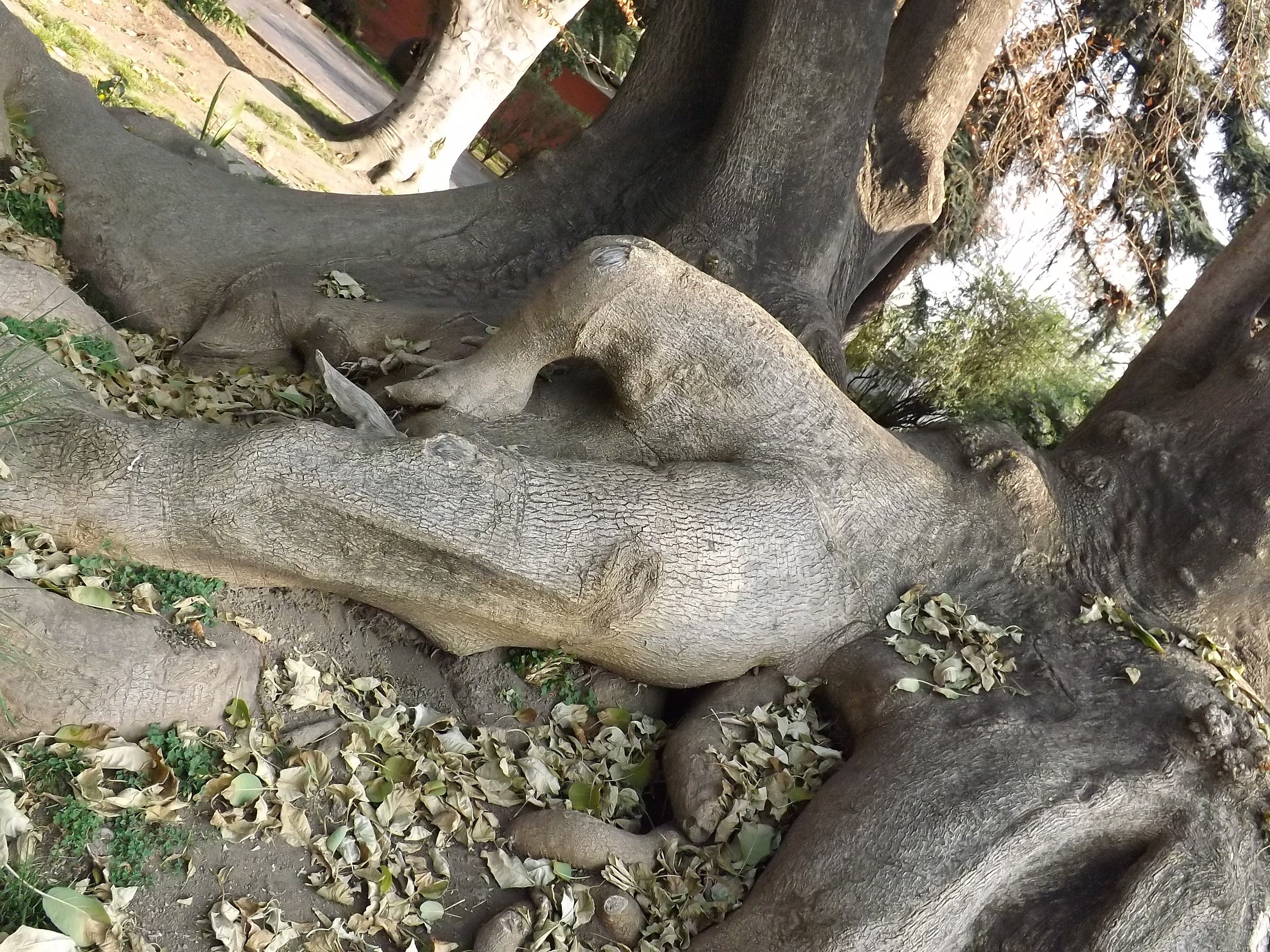
"Árbol de la mujer" en el patio de la casa.